# Kulturellt minne
Kulturellt minne är ett begrepp som lanserats av arkeologen Jan Assmann och anglisten och kulturvetaren Aleida Assmann i anslutning till den franske filosofen och sociologen Maurice Halbwachs. Jan Assmann talar om ett kommunikativt minne som upprätthålls genom interaktion och kommunikation i grupper av människor och är levande under cirka tre generationer eller 80 år. Det har en vardaglig och till stor del flyktig karaktär och påverkas av grupp- och samhällsförändringar. För att kunna överföra minnen som spelar en roll för den kulturella identiteten under längre tid måste de ta yttre form, göras till objekt och institutionaliseras i form av texter, bilder och riter, vilket är det kulturella minnet. Genom t. ex. skolböcker, minnesmärken och helgdagar med sina traditioner påminns vi om och levandegörs sådant som hände för femtio, hundra och tusentals år sedan. Uppgiften att vårda och överföra det kulturella minnet till nya generationer sköts i grunden av museer, bibliotek och arkiv, som därigenom med sina samlarprinciper också påverkar vad vi minns. Kontroverser, maktstrider och politik kring minnesfrågor är inte ovanligt.
Aleida Assmann har särskilt framhållit dynamiken mellan glömska och minne. Minneskapaciteten är beroende av neurologiska och kulturella begränsningar. Minnet har fokus och tendens, och vi måste glömma vissa saker för att komma ihåg andra. Hon laborerar med kategorierna aktiv och passiv för både glömska och minne. Aktiv glömska är materialförstörelse och tabu, passiv glömska är försummelse och förlust av material. Aktivt minne, kallat kanon, är ett arbetsminne som stöder den kollektiva identiteten inom en kultur. Passivt kulturellt minne, kallat arkiv, är ett referensminne som egentligen står på gränsen mellan minnet och glömskan, eftersom ingen enskild kan överblicka det i skriftbaserade kulturer. Assmann jämför kanon och arkiv med ett museums offentliga utställningar och de betydligt större samlingar som finns i magasin och aldrig visas för allmänheten. 